# Alexornithidae
Alexornithidae — вимерла родина енанціорнісових птахів, що існувала у крейдяному періоді (105-70 млн років тому). Скам'янілі рештки представників родини знайдені, в основному, у пустелі Кизилкум, лише рід Alexornis відомий з Мексики.

## Роди
- Abavornis
- Alexornis
- Explorornis
- Incolornis
- Kizylkumavis
- Lenesornis
- Nanantius
- Sazavis
- Zhyraornis